# Shigeaki Ushijima
Shigeaki Ushijima (jap. 牛島 茂昭, Ujishima Shigeaki; * 13. Juli 1977 in Hokkaidō) ist ein japanischer Rennrodler.
Shigeaki Ushijima lebt in Hokkaido. Er rodelt seit 1990 und gehört seit 1996 dem japanischen Nationalkader an. Seit der zweiten Hälfte der 1990er Jahre fährt er im Rennrodel-Weltcup. Sein bestes Ergebnis im Weltcup erreichte er als Elftplatzierter im Einsitzer auf seiner Heimbahn in Nagano in der Saison 1998/99. In die Weltspitze konnte er jedoch längerfristig nicht gelangen. Bestes Resultat im Gesamtweltcup wurde ein 25. Rang 2005/06.
Dreimal trat Ushijima bei Olympischen Spielen an. 1998 in Nagano erreichte er in seiner Heimat als 16. sein bestes Ergebnis, 2002 wurde er in Salt Lake City 27. und 2006 kam er in Turin auf den 35. Platz. Die besten Ergebnisse bei Rennrodel-Weltmeisterschaften erreichte Ushijima im Rahmen der Mannschaftswettbewerbe. 2003 in Sigulda und 2004 in Nagano wurde er jeweils Zehnter mit dem japanischen Team. Beste Ergebnisse als Einzelstarter erreichte er in Nagano und 2007 in Igls als 21.